# Krosno (województwo łódzkie)
Krosno – wieś w Polsce, położona w województwie łódzkim, w powiecie piotrkowskim, w gminie Gorzkowice.
| SIMC    | Nazwa           | Rodzaj    |
| ------- | --------------- | --------- |
| 0539928 | Krosno-Biadów   | część wsi |
| 0539934 | Krosno-Bugaj    | część wsi |
| 0539940 | Krosno-Dąbrowy  | część wsi |
| 1067182 | Krosno-Huby     | część wsi |
| 0539957 | Krosno-Ludwików | część wsi |

W latach 1975–1998 wieś administracyjnie należała do województwa piotrkowskiego.